# Juan de Silva Pacheco Meneses y Rabata
Juan de Silva Pacheco Meneses y Rabata, XIV comte de Cifuentes (Viena, 29 de juny de 1737 – Madrid, 2 de març de 1792 va ser un militar i diplomàtic espanyol, capità general de Mallorca durant el regnat de Carles III d'Espanya.
Era fill de Fernando de Silva Pacheco Meneses y Fernández de Córdoba (1663-1749), XIII comte de Cifuentes, i de Catalina Luisa Rabata y Strasoldo (1709-1781). El seu pare havia estat virrei de Sardenya el 1708 sota les ordes de l'arxiduc d'Àustria i havia fugit a Viena.
En 1752 ingressà en el cos de guardiamarina i en 1755 ascendí a alferes del Regiment de Dragons de la Reina. En 1765 fou gentilhome de cambra i en 1766 coronel del Regiment de Dragons de Villaviciosa. En 1770 ascendí a brigadier i en 1779 a mariscal de camp, i en 1777 ingressà en l'Orde de Carles III. Va participar en la campanya de Menorca (1781-1782) i fou ascendit a tinent general. Fou nomenat governador de Menorca i capità general de Mallorca el 18 de juliol de 1782. Tanmateix, el 10 de setembre va tornar a Menorca i va establir la seu de la capitania a Maó. Després de diverses llicències a la Cort, en 1787 es va establir a Madrid i ja no va tornar. En 1789 va ingressar a l'orde del Toisó d'Or i fou nomenat ambaixador del regne d'Espanya al regne de Portugal. Deixà el càrrec el 14 d'abril de 1791, quan fou nomenat president del Consell de Castella. Va morir a Madrid un any després.